# 祝吻之鈴鐺
《祝吻之鈴鐺》是戲畫於2012年12月14日發售的戀愛冒險類型成人遊戲。2014年8月28日由Entergram發售PlayStation Vita遊戲版本。

## 遊戲簡介
江田市生在校慶的收拾工作時，因為朋友的惡作劇而沒有衣服穿，正當他想趁著四下無人盡快衝進教室拿衣服時，卻被一位女孩子撞見自己全裸的模樣。之後學校為了懲罰市生引發的騷動，要市生參加聖誕節活動的籌備委員會。

## 登場角色
江田市生
作品男主角。江子田學園二年級生。因為校慶引發的騷動而被學校任命為聖誕節活動的委員。
高幡千春
市生的同班同學，新任的學生會長。個性認真且親切。
長津田夕美（聲：あじ秋刀魚）
市生的同班同學，班上的班長。跟千春是好友。為了監視引發騷動的市生自願加入聖誕節籌備委員會。成績優秀，對數字非常敏感，在委員會中擔任會計。
梶矢彩乃（聲：川島梨乃）
市生的學姐，和市生從中學時期便認識。喜歡惡作劇，市生在校慶時發生的慘劇便是因其而起。
宮前惠理（聲：香山いちご）
市生的學妹，風紀委員。個性認真頑固且不知變通。校慶時被市生以全裸的姿態追著跑，即使經過解釋仍對市生抱有戒心。
月見若菜（聲：伊藤加奈惠（PSV））
PSV版本登場角色。市生的學姐，前任學生會副會長。性格冷靜且擁有包容力。和彩乃認識，同時也知道市生的事情。
澀谷三葉（聲：東山奈央（PSV））
PSV版本登場角色。市生的學妹。個性坦率活潑且天真無邪。由於忙著社團和打工使得成績不理想。

## 主題曲
片頭曲
作詞：marie，作曲、編曲：羽鳥風畫，主唱：真理繪
PSV版片頭曲「Kissing Bell♪」
作詞：ayachi，作曲、編曲：岩橋星實，主唱：東山奈央
片尾曲「Snowing Love」
作詞、主唱：安田瑞穗，作曲、編曲：Manack

## 外部連結
- 祝吻之鈴鐺遊戲官網 （页面存档备份，存于）（日語）
- PSV版本遊戲官網 （页面存档备份，存于）（日語）